# Legio IV Flavia Felix

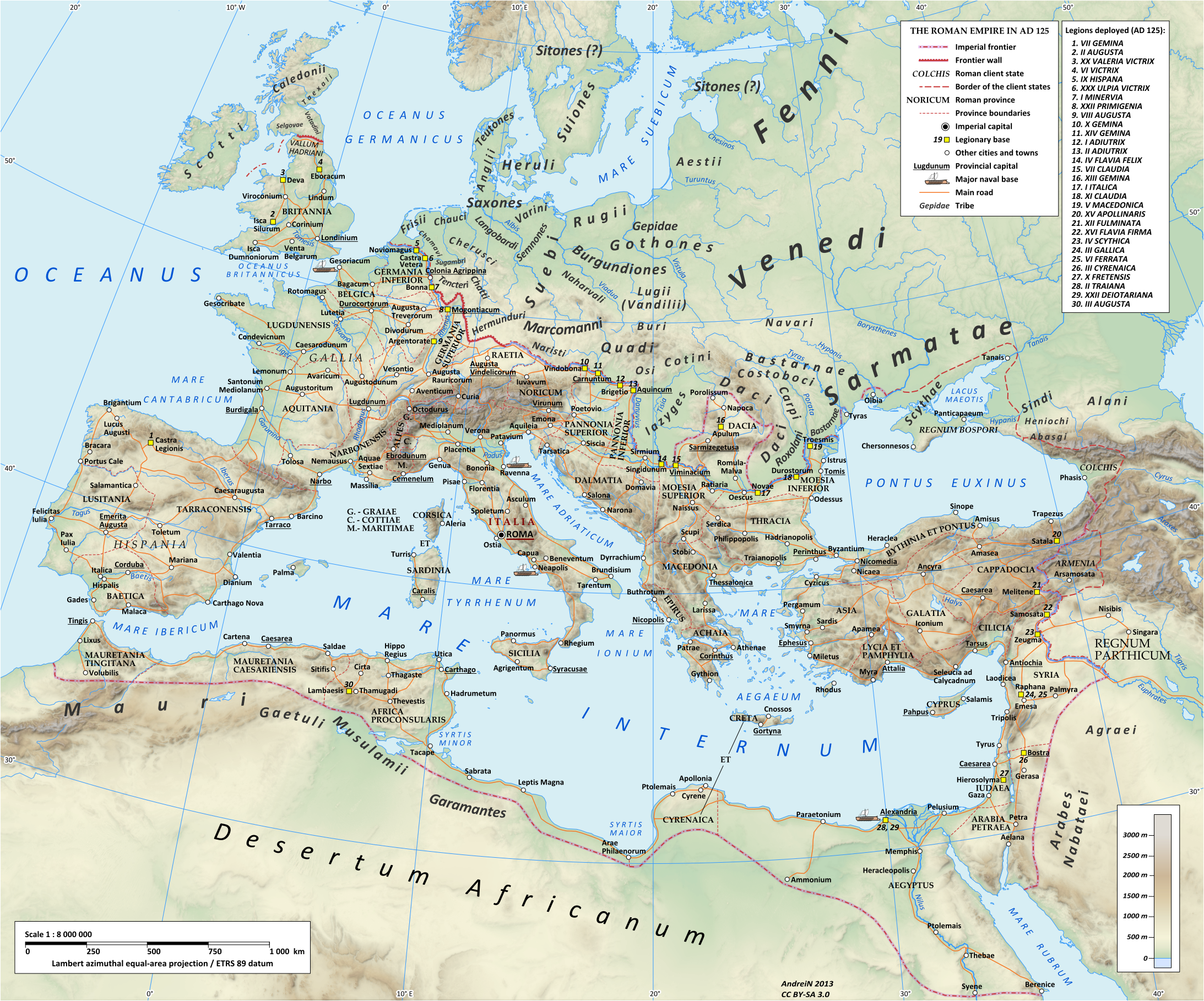
Bản đồ đế quốc La Mã vào năm 125 CN, dưới triều đại hoàng đế Hadrianus, cho thấy Legio IV Flavia Felix đóng quân tại Singidunum (Belgrade, Serbia), trên khu vực sông Danube,ở tỉnh Thượng Moesia, từ năm 82 CN tới tận thế kỉ thứ 4

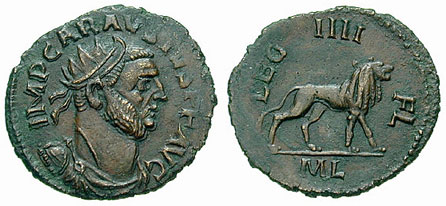
Đồng Antoninianus đúc dưới triều đại Carausius. Trên mặt trái là biểu tượng sư tử của quân đoàn và chữ khắcLEG IIII FL.

Legio Quarta Flavia Felix (Quân đoàn Flavian Thứ Tư May Mắn), là một quân đoàn La Mã được Vespasianus thành lập trong năm 70, từ đống tro tàn của Legio IV Macedonica. Quân đoàn đã có mặt ở Thượng Moesia trong nửa đầu của thế kỷ thứ 4. Biểu tượng của quân đoàn là một con sư tử.
Trong cuộc khởi nghĩa Batavia, quân đoàn IV Macedonica đã chiến đấu cho Vespasianus, nhưng hoàng đế lại không tin tưởng binh lính của mình, có lẽ bởi vì họ đã ủng hộ Vitellius hai năm về trước. Do đó IV Macedonica đã bị giải tán, và một quân đoàn thứ tư mới gọi là Flavian Felix đã được hoàng đế thành lập, ông đã ban cho quân đoàn tên họ của mình, Flavia. Do biểu tượng của quân đoàn là một con sư tử, có lẽ nó đã được thành lập vào tháng 7 hoặc tháng 8 năm 70.
IV Flavia Felix đã đóng quân ở Burnum, Dalmatia (Kistanje ngày nay), tại đây nó thay thế XI Claudia. Sau cuộc xâm lược của người Dacia vào năm 86, Domitianus di chuyển quân đoàn tới Thượng Moesia, ở Singidunum (Belgrade hiện nay, Serbia), mặc dù có một số bằng chứng về sự hiện diện của quân đoàn này, một trong các vexillatio của nó ở Viminacium (gần Kostolac ngày nay, Serbia), căn cứ của VII Claudia.
Trong năm 88, quân đoàn thứ tư đã tham gia cuộc xâm lược trả đũa nhằm vào Dacia (xem chiến tranh Dacia lần thứ hai của Domitianus). Nó cũng tham gia vào các cuộc chiến tranh Dacia của Trajan, và có mặt trong chiến thắng ở trận Tapae lần hai. Quân đoàn cũng tham gia vào trận chiến cuối cùng và cũng là trận đánh quyết định trong cuộc chiến tranh chống lại người Dacia, chinh phục kinh đô của họ, Sarmisegetusa.
Những bia kỷ niệm của IV Flavia Felix cũng đã được tìm thấy tại Aquincum (Budapest). Điều này cho thấy rằng một tiểu đơn vị của nó đã thay thế II Adiutrix trong thời gian quân đoàn này tham gia các cuộc chiến tranh của Lucius Verus chống lại đế chế Parthia (từ năm 162-166).

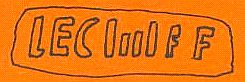
Viên gạch mang dấu hiệu của Legio IV Flavia Felix từ Castra ở Aradul Nou, Romania

Trong các cuộc chiến tranh Marcomanni (từ năm 166-180 CN), quân đoàn thứ tư đã chiến đấu trên sông Danube chống lại các bộ tộc người Đức.
Sau cái chết của Pertinax, IV Flavia Felix đã ủng hộ Septimius Severus chống lại hai đối thủ tranh giành ngôi vị là Pescennius Niger và Clodius Albinus.
Quân đoàn có thể chiến đấu trong một trong một số cuộc chiến tranh chống lại nhà Sassanid, nhưng nó vẫn lưu lại Thượng Moesia cho đến nửa đầu thế kỷ thứ 4.
Quân đoàn La Mã này đã xuất hiện trong phần đầu của phim Võ sĩ giác đấu, trong đó Maximus Decimus Meridius là vị tướng của quân đoàn và chỉ huy chiến dịch ở Germania chống lại người Marcomani.